# Котли (Підляське воєводство)
Котли (Кутли, пол. Kotły) — село в Польщі, у гміні Більськ-Підляський Більського повіту Підляського воєводства. Населення — 122 особи (2011).

## Історія
Вперше згадується 1536 року.
У 1975—1998 роках село належало до Білостоцького воєводства.

## Демографія
Демографічна структура станом на 31 березня 2011 року:
|          | Загалом | Допрацездатний вік | Працездатний вік | Постпрацездатний вік |
| -------- | ------- | ------------------ | ---------------- | -------------------- |
| Чоловіки | 57      | 9                  | 26               | 22                   |
| Жінки    | 65      | 9                  | 24               | 32                   |
| Разом    | 122     | 18                 | 50               | 54                   |

## Релігія
Поблизу села розташована каплиця.